# Use Your Illusion
Use Your Illusion is een compilatiealbum van de Amerikaanse rockband Guns N' Roses, uitgegeven in 1998. Het album is een mix tussen de albums Use Your Illusion I en Use Your Illusion II.
De twee mannen op de gele hoes zijn ontleend aan een schilderij van Rafaël: "School van Athene". Dit was lange tijd onbekend, omdat de mannen op de minder bekende rechterkant van het schilderij staan en niet op het centrale gedeelte waar we Plato en Aristoteles terugvinden.

## Tracklist
1. "Live and Let Die"
2. "Don't Cry" (origineel)
3. "You Ain't the First"
4. "November Rain"
5. "The Garden" (met Alice Cooper)
6. "Dead Horse"
7. "Civil War"
8. "14 Years"
9. "Yesterdays"
10. "Knockin' on Heaven's Door"
11. "Estranged"
12. "Don't Cry"